# Symbrenthia emas
Symbrenthia emas är en fjärilsart som beskrevs av Corbet 1942. Symbrenthia emas ingår i släktet Symbrenthia och familjen praktfjärilar. Inga underarter finns listade i Catalogue of Life.